# 研修医 天堂独太
『研修医 天堂独太』（けんしゅうい てんどうどくた）は、スパイクから2004年12月2日に発売されたニンテンドーDS用ゲームソフト。
ニンテンドーDSのローンチタイトルの1つとして発売された。章仕立てのアドベンチャーゲームとなっており1つのエピソードは患者のカルテを作成するための情報収集を行うアドベンチャーパートと手術を行う手術パートで構成されている。手術パートはDSの機能を生かしたタッチスクリーンの操作で行われる。プレイヤーの操作次第では患者の命が危険にさらされてしまう事になる。シナリオは寺田憲史が担当した。
2005年10月20日には続編『研修医 天堂独太2 〜命の天秤〜』が発売された。

## 登場人物
天堂 独太（てんどう どくた）
25歳の研修医、藪医大学を卒業後何故か名門「聖命医大」の外科部長に聖命医大に呼ばれ外科医勤務となる。包容力の高い性格だが、トラブルに巻き込まれることもある。
星 幸（ほし さち）
22歳。聖命医大に勤めて2年目になる看護師。明るくて誰からも好かれている。患者のために泣くことのできる優しい性格。
フローレンス・真紀子・桜田
60歳。優しい時もあれば厳しい時もあるベテランの看護師長。日本人。
沢井 恭介（さわい きょうすけ）
53歳。聖命医大病院外科部長。職員や患者から厚い信頼を集めている。理由は不明だが藪医大卒の独太を聖命医大に呼んだ。
上戸 愛（うえと あい）
26歳。研修医。独太の2年先輩。上昇志向が強く、厳しい性格。彼氏がいるが独太が聖命医大にきたせいで他の病院に飛ばされてしまった。
柏木 慶一（かしわぎ けいいち）
47歳。循環器内科医師。独太に内科的なアドバイスをする。
増居 宇津蔵（ますい うつぞう）
麻酔医。既婚者(カルテ2で鈴が家族が待ってるんでしょと発言)
麻生 鈴（あそう すず）
心臓外科医。神の手を持つと言われているがスランプに陥り第三宿直室で酒浸りの日々を送っている。
倉衣 早苗（くらい さなえ）
看護士。
カルロス・アストロ・乃木
乃木救急病院院長。ある日突然海外に飛んで様々な戦火を潜ってきた凄い人で彼の事は将軍と呼ばなければならない。彼に認められるとあだ名を付けてもらえる。
点滴のえり
乃木救急病院看護師(派遣)。本名不明。